# Mine (serie de televisión)
Mine (Hangul: 마인 : MINE; RR: Beulludaia, también conocida como Blue Diamond), es una serie de televisión surcoreana transmitida del 8 de mayo de 2021 hasta el 27 de junio de 2021, a través de tvN y Netflix.

## Sinopsis
La serie se centra en dos mujeres que intentan encontrar su verdadero yo, liberándose de los prejuicios del mundo.
Jung Seo-hyun, es la elegante, digna e inteligente primera nuera del grupo Hyowon, una chaebol hasta los huesos que proviene de una familia tradicional y poderosamente adinerada. También es una mujer racional que puede mantener una expresión fría sin importar la situación
Por otro lado, Seo Hee-soo, es una ex actriz y la segunda nuera del grupo Hyowon, quien hace todo tipo de esfuerzos para encajar en la familia, actuando con confianza, mientras mantiene su presencia y verdadera personalidad.
Y la misteriosa Kang Ja-kyung, una mujer que está dispuesta a todo con tal de vengarse del hombre que le ha quitado lo que era suyo.

## Reparto

### Personajes principales
| Actor                    | Personaje                   | Episodio(s) donde apareció | Notas |
| ------------------------ | --------------------------- | -------------------------- | --- |
| Kim Seo-hyung Jo Hye-won | Jung Seo-hyun               | 1-16 2                     | Es la racional primera nuera del grupo Hyowon, una chaebol poderosamente rica, que nació con elegancia, dignidad e inteligencia. Su secreto es que en realidad tiene a su primer y verdadero amor, Suzy Choi. Está casada con Han Jin-ho y es madrastra de Han Soo-hyuk. A pesar de tener una apariencia seria, es buena amiga de Seo Hee-soo a quien protege. |
| Lee Bo-young             | Seo Hee-soo                 | 1-16                       | Es una ex actriz top que abandona su carrera para casarse con Han Ji-yong, el segundo hijo del grupo chaebol Hyowon, y ser madre adoptiva de Han Ha-joon, quien logra mantener su presencia y sus verdaderos colores con confianza en todo lo que hace. Tiene una madre y un hermano que se encuentran en San Francisco, Estados Unidos. Pero ni se imagina los secretos que su esposo le ha estado ocultando durante toda su vida. Es buena amiga de Jung Seo-hyun, a quien apoya. |
| Ok Ja-yeon               | Kang Ja-kyung / Lee Hye-jin | 1-16                       | Es la tutora privada de Ha-joon, poco después se revela que en realidad es la madre biológica de Ha-joon. Aunque al inicio busca destruir la familia "perfecta" de Seo Hee-soo y Han Ji-yong, por venganza, finalmente se une a Hee-soo y Jung Seo-hyun para proteger a Ha-joon, de Ji-yong y su familia. Al final, se vuelve amiga de Hee-soo y juntas crían a Ha-joon. |

### Personajes secundarios
| Actor                        | Personaje               | N.º de episodios | Notas |
| ---------------------------- | ----------------------- | ---------------- | --- |
| Jung Dong-hwan Yoon Dong-joo | Han Suk-chul            | -                | Es el padre de Han Jin-ho, Ji-yong y Jin-hee, así como el suegro de Jung Seo-hyun y Seo Hee-soo. |
| Park Won-sook                | Yang Soo-hye            | -                | Es la suegra de Jung Seo-hyun y Seo Hee-soo, una mujer desagradable que quiere que se cumplan todas sus órdenes. |
| Park Hyuk-kwon               | Han Jin-ho              | 16               | Es el hijo de Han Suk-chul, así como el esposo de Jung Seo-hyun y padre de Han Soo-hyuk. Es un hombre inútil que se escuda bajo la protección de su madre. |
| Lee Hyun-wook                | Han Ji-yong             | 16               | Es el hijo de Han Suk-chul y Kim Mi-ja, así como el esposo de Seo Hee-soo y padre de Ha-joon. Después se revela que no es el hijo legítimo del presidente Han debido a que su madre biológica ya estaba embarazada de él mientras mantenían su relación. Más tarde muere luego de golpearse la cabeza al caer desde un barandal, ya que alguien lo golpeó en la cabeza con un extintor mientras estaba ahorcando a Hee-soo. Aunque al inicio se sospecha de varios miembros de la familia, finalmente se revela que la responsable era Joo Min-su, quien luego de golpear a Ji-yong para salvar a Hee-soo, este accidentalmente había caído y golpeado la cabeza lo que le ocasionó la muerte.                 |
| Kim Hye-hwa                  | Han Jin-hee             | -                | Es la única hija de Han Suk-chul, una mujer consentida que hace berrinches cuando algo no sale como quiere. |
| N                            | Han Soo-hyuk            | 16               | Es el hijo adolescente de Han Jin-ho, hijastro de Jung Seo-hyun y el nieto mayor del grupo chaebol Hyowon. Un joven que parece tener la vida perfecta, pero que ha estado ocultando una sensación de soledad y dolor después de pasar por una ruptura dolorosa, sin embargo cuando regresa a casa después de estudiar en el extranjero, termina formando una conexión inesperada con la nueva sirvienta de su familia, Kim Yoo-yeon y pronto se sienten atraídos el uno por el otro. Soo-hyuk sufre de insomnio. Después de que despidieran a Yoo-yeon, él enfrentó a su familia y luego ambos empiezan una relación, con el apoyo de Jung Seo-hyun. Más tarde, la pareja se compromete y finalmente se casan. |
| Jung Hyun-joon               | Han Ha-joon             | -                | Es el pequeño hijo de Han Ji-yong e hijo adoptivo de Seo Hee-soo. Poco después, cuando los secretos de Ji-yong salen a la luz, Hee-soo hará lo posible para protegerlo con tal de que no salga herido. Aunque al inicio sabe que Kang Ja-kyung es en realidad su madre biológica Lee Hye-jin, actúa como si fuera que no lo sabe. Poco a poco tanto Hee-soo como Hye-jin se unen para proteger a Ha-joon y se hacen amigas, lo que lo alegra. |
| Jo Eun-sol                   | Park Jeong-do           | -                | Es el esposo de Han Jin-hee. Unos meses después, se divorcian. |
| Jung Yi-seo                  | Kim Yoo-yeon            | 16               | Es una joven que termina trabajando como mucama en la mansión Hyowon. Pronto termina formando una conexión inesperada con Han Soo-hyuk, el hijastro mayor de Jung Seo-hyun y nieto del grupo chaebol Hyowon, luego ambos se sienten atraídos el uno por el otro. Yoo-yeon proviene de una familia empobrecida, por lo que ha experimentado todo tipo de dificultades a pesar de su joven edad. En secreto lucha contra una situación difícil que la lleva a desarrollar insomnio. Luego es despedida por Han Jin-ho, ya que estaba al tanto de su relación con Soo-hyuk. Poco después se convierte en su novia, posteriormente la pareja se compromete y finalmente se casan.                                  |
| Park Sung-yeon               | Joo Min-su              | -                | Es una mucama responsable de toda la gestión de horarios y las otras mucamas que trabajan en la mansión Hyowon. Más tarde, se revela que en realidad ella había sido la responsable de golpear a Han Ji-yong en la cabeza con un extintor, mientras intentaba proteger a Hee-soo de él, lo que ocasionó que cayera y muriera luego de golpearse la cabeza, lo que significa que fue en defensa propia. Luego de revelarles la verdad tanto a Jung Seo-hyun como a Hee-soo, renuncia a su puesto en la mansión. |
| Lee Joong-ok                 | Kim Seong-tae           | -                | Es el único mayordomo masculino en la casa Hyowon. En el día de la muerte de Han Ji-yong, Seong-tae lo encierra en el búnker y hace que el gas venenoso entre en el cuarto, sin embargo se arrepiente después y lo libera. |
| Yoon Seo                     | Oh Soo-young            | -                | Es la asistente personal y amiga de Seo Hee-soo. Después de que Han Ji-yong se convierte en presidente del grupo Hyowon, la despide. Sin embargo, al pasar unos meses, vuelve a trabajar con Hee-soo luego de que regresara a su actuación. |
| Kim Nam-jin                  | Ko Mi-jin               | -                | Es una de las mucamas de la familia Hyowon. |
| Yoon-geum Seon-ah            | Hwang Kyung-hye         | -                | Es una de las mucamas de la familia Hyowon. |
| Ye Soo-jung                  | Hermana Emma / Seol-hwa | -                | Es directora de la fundación Ilsin (un centro de apoyo para madres solteras), que actúa como terapeuta de los miembros de la familia Hyowon. |
| Song Seon-mi                 | Seo Jin-kyung           | -                | Es la amante del hermano mayor de Yang Soo-hye. |
| Kim Jung-hwa Kim Yi-seo      | Suzy Choi               | - 2              | Es el primer y verdadero amor de Jung Seo-hyun. |

### Otros personajes
| Actor           | Personaje             | N.º de episodios | Notas |
| --------------- | --------------------- | ---------------- | --- |
| Lee Yoon-jae    | Choi Jin-yeong        | 1, 8             | Es un abogado. |
| Kim Ha-rin      | -                     | 1, 8             | Es una diseñadora. |
| Song Kyung-eui  | Dr. Kim               | 1                | Es un doctor. |
| Ma Jung-pil     | Mr. Cha               | 1                | Es un secretario. |
| Ko Kyung-man    | -                     | 1                | Es un sacerdote. |
| Jung Ha-eun     | No Ah-rim             | 2, 5, 8          | Es la nieta mayor del grupo Yeongwon. |
| Lee Chul        | Yoon Suk-ho           | 2, 10            | Es un reportero. |
| Kim Ji-woo      | Ji-won                | 3-4              | Es el compañero de clase de Ha-joon. |
| Kwon So-hyun    | -                     | 3-4              | Es la madre de Ji-won. |
| Kwak Na-yeon    | -                     | 3-4              | Es una mucama que trabaja en la casa de la familia de Ji-won.                                                                                                 |
| Jin Yu-chan     | -                     | 3                | Es el amigo de Ji-won. |
| Yoo Ah-reum     | -                     | 3                | Es la madre de uno de los estudiantes. |
| Lim Hyang-joo   | -                     | 3                | Es la madre de uno de los estudiantes. |
| Lee Dong-kyu    | -                     | 3                | Es un presentador para "JSH". |
| Park Na-jin     | -                     | 3                | Es un reportero. |
| Seo Sang-won    | -                     | 3                | Es un reportero. |
| Kim Sun-kyung   | -                     | 3                | Es una madre que se encuentra en la galería Seo Hyun. |
| Jo Su-bin       | -                     | 3                | Es una niña que se encuentra con su madre en la galería Seo Hyun.                                                                                             |
| Choi Hyun-jin   | -                     | 4, 16            | Es el hermano menor de Kim Yoo-yeon. |
| Park Soo-jin    | -                     | 4, 6             | Es una doctora. |
| Jo Soo-yeon     | -                     | 4                | Es una empleada del cine. |
| Kim Dae-han     | -                     | 5, 12            | Es un luchador. |
| Ki Hwan         | Im Seong-soo          | 5                | Es un reportero. |
| Jang Deok-joo   | -                     | 5                | Es el organizador de las peleas a las que asiste Han Ji-yong.                                                                                                 |
| Kim Yool-ho     | -                     | 5                | Es un empleado. |
| Jung Yun-ha     | Chae Young            | 5, 6, 15         | Es una de las amantes de Han Jin-ho. |
| Lee Ji-hyun     | Jang Hye-yeong        | 5, 7             | Es una mucama. |
| Oh A-lin        | Hui Bin               | 6, 15            | Es una de las amantes de Han Jin-ho. |
| Lee Jae-woo     | -                     | 6                | Es un joyero. |
| Park Sang-yong  | -                     | 6                | Es un abogado. |
| Kim Soo-hyun    | -                     | 6                | Es un joven artista con autismo. |
| Lee Ga-kyung    | Kang Ja-kyung         | 7                | |
| Choi Soo-im     | Kim Mi-ja             | 8                | La difunta amante de Han Suk-chul y madre biológica de Han Ji-yong. Poco después, se descubrió que abusaba físicamente de Ji-yong por ser un hijo no deseado. |
| Lee Suk-koo     | -                     | 8, 11            | Es el director de la junta directiva. |
| Song Seung-hwan | -                     | 8                | Es un joven artista con autismo. |
| Kim Hee-chang   | Kim Nam-tae           | 9                | Es un abogado. |
| Seol Yoon-hee   | -                     | 9                | Es una antigua conocida de Jung Seo-hyun. |
| Kim Hyo-jin     | -                     | 9                | Es la esposa de Yang Chi-gon. |
| Kil Geum-sung   | Kwak Su-chang         | -                | |
| Jung Young-do   | -                     | 10               | Es un veterinario. |
| Lee Woo-shin    | -                     | 10-11            | Es un juez. |
| Yun Ki-chang    | Hwang Bo-in           | 10-11            | Es un abogado. |
| Jung Soo-han    | -                     | 10-11            | Es un miembro del grupo de AA. |
| Lim Jae-myung   | -                     | 10-11            | Es un miembro del grupo de AA. |
| Kim Yong-jin    | -                     | 10-11            | Es un consejero del grupo de AA. |
| Seo Sung-jong   | Det. Hwang Hyeong-soo | 11-12            | |
| Oh Kyu-taek     | -                     | 12               | Es un miembro del personal que trabaja en la serie dramática.                                                                                                 |
| Sung Chan-ho    | -                     | 12-13            | Es un miembro de la junta directiva. |
| Choi Jung-hwa   | -                     | 13               | Es una empleada de la mansión Hyowon. |
| Kim Jung-hwan   | -                     | 13               | Es un sacerdote en la funeraria. |
| Ri Min          | Mr. Ha                | 14               | |
| Han Yeo-wool    | -                     | 14               | Es una amiga de Seo Hee-soo. |
| Jung Tae-in     | -                     | 14               | Es una de las amigas de Seo Hee-soo. |
| Choi Young-min  | -                     | 14               | Es el encargado del video forense. |
| Kim Joo-ah      | -                     | 15               | Es una psiquiatra. |
| Kim Ki-bum      | Padre Paul            | 16               | Es un padre en Ilsin. |
| Oh Jung-yeon    | Mi-joo                | -                | [ 24 ] |
| Kim Yoon-ji     | Jasmin                | -                | [ 25 ] |
| Jang Ha-eun     | Rho A-rim             | -                | |
| Kim Woo-dam     | Mr. Seo               | -                | Es un secretario. |
| Ahn Ji-hye      | -                     | -                | Es la subdirectora de la galería de Seo-hyun. |
| Choi Young-joon | Det. Baek Dong-hun    | -                | Es el detective a cargo del caso de la muerte misteriosa del presidente del grupo Hyowon.                                                                     |
| Kim Jung-suk    | Señor Kim             | -                | Es el chófer de Seo Hee-soo. |

## Episodios
La serie está conformada por dieciséis episodios, los cuales fueron emitidos todos los sábados y domingos a las 9 p. m. (KST).

### Ratings
Los números en color rojo indican las calificaciones más bajas, mientras que los números en azul indican las calificaciones más altas.
| Ep.      | Título                                                            | Fecha de emisión    | Participación promedio de audiencia (AGB Nielsen) | Participación promedio de audiencia (AGB Nielsen) |
| Ep.      | Título                                                            | Fecha de emisión    | Nacional                                          | Seúl                                              |
| -------- | ----------------------------------------------------------------- | ------------------- | ------------------------------------------------- | ------------------------------------------------- |
| 1        | The Strangers (낯선 사람들)                                       | 8 de mayo de 2021   | 6.565% (1.ª)                                      | 7.906% (1.ª)                                      |
| 2        | The Wings of Icarus (이카루스의 날개)                             | 9 de mayo de 2021   | 6.017% (1.ª)                                      | 6.836% (1.ª)                                      |
| 3        | The Grey Area (회색의 영역)                                       | 15 de mayo de 2021  | 5.578% (1.ª)                                      | 6.399% (1.ª)                                      |
| 4        | Strait is The Gate (좁은문)                                       | 16 de mayo de 2021  | 7.373% (1.ª)                                      | 7.822% (1.ª)                                      |
| 5        | The Sixth Sense (여섯 번째 감각)                                  | 22 de mayo de 2021  | 6.943% (1.ª)                                      | 7.717% (1.ª)                                      |
| 6        | The Uncomfortable Truth and False Peace (불편한 진실 거짓된 평화) | 23 de mayo de 2021  | 8.173% (1.ª)                                      | 8.678% (1.ª)                                      |
| 7        | Love is Just a Dream (꿈속의 사랑)                                | 29 de mayo de 2021  | 8.627% (1.ª)                                      | 9.959% (1.ª)                                      |
| 8        | How an Elephant Gets Through a Door (코끼리가 문을 나가는 방법)   | 30 de mayo de 2021  | 9.023% (1.ª)                                      | 9.817% (1.ª)                                      |
| 9        | A Toast to the Devil (진짜 엄마)                                  | 5 de junio de 2021  | 8.421% (1.ª)                                      | 9.807% (1.ª)                                      |
| 10       | The Real Mother (진짜 엄마)                                       | 6 de junio de 2021  | 9.354% (1.ª)                                      | 10.016% (1.ª)                                     |
| 11       | Some Enchanted Week (매혹의 일주일)                               | 12 de junio de 2021 | 8.314% (1.ª)                                      | 9.030% (1.ª)                                      |
| 12       | Crime and Sin (죄 와 죄)                                          | 13 de junio de 2021 | 9.487% (1.ª)                                      | 9.703% (1.ª)                                      |
| 13       | They All Lie (모두가 거짓말을 하고 있다)                          | 19 de junio de 2021 | 8.821% (1.ª)                                      | 9.792% (1.ª)                                      |
| 14       | Fighting in the Dark (보이지 않는 것과의 싸움)                    | 20 de junio de 2021 | 9.395% (1.ª)                                      | 9.957% (1.ª)                                      |
| 15       | The Judges (심판자들)                                             | 26 de junio de 2021 | 8.720% (1.ª)                                      | 10.589% (1.ª)                                     |
| 16       | Glorious Women (빛나는 여인들)                                    | 27 de junio de 2021 | 10.512% (1.ª)                                     | 11.221% (1.ª)                                     |
| Promedio | Promedio                                                          |                     | -                                                 | -                                                 |

## Música
El OST de la serie está conformado por las siguientes canciones:

#### Parte 1
| No. | Intérprete     | Canción                | Letra   | Música           | Duración |
| --- | -------------- | ---------------------- | ------- | ---------------- | -------- |
| 1   | Lee Seung-yoon | "This is Mine"         | Min Kim | Min Kim y Taylor | 3:18     |
| 2   |                | "This is Mine" (Inst.) | -       | Min Kim y Taylor | 3:18     |

#### Parte 2
| No. | Intérprete       | Canción        | Letra        | Música                               | Duración |
| --- | ---------------- | -------------- | ------------ | ------------------------------------ | -------- |
| 1   | ID:Earth (Ideas) | "Mine"         | Mikyung Baek | ID:Earth, Jaejong Kim y Jerry Carrot | 3:00     |
| 2   |                  | "Mine" (Inst.) | -            | ID:Earth, Jaejong Kim y Jerry Carrot | 3:00     |

#### Parte 3
| No. | Intérprete | Canción               | Letra                       | Música                      | Duración |
| --- | ---------- | --------------------- | --------------------------- | --------------------------- | -------- |
| 1   | SAya       | "In a Dream" (꿈에서) | Kim Tae-young y December 32 | Kim Tae-young y December 32 | 4:10     |
| 2   |            | "In a Dream" (Inst.)  | -                           | Kim Tae-young y December 32 | 4:10     |

#### Parte 4
| No. | Intérprete   | Canción             | Letra         | Música        | Duración |
| --- | ------------ | ------------------- | ------------- | ------------- | -------- |
| 1   | Park Seon-ye | "Dear Son" (박선예) | In-young Choi | In-young Choi | 3:08     |
| 2   |              | "Dear Son" (Inst.)  | -             | In-young Choi | 3:08     |

#### Parte 5
| No. | Intérprete  | Canción          | Letra | Música | Duración |
| --- | ----------- | ---------------- | ----- | ------ | -------- |
| 1   | Kim Yoon-ah | "Winner"         | DOKO  | DOKO   | 2:59     |
| 2   |             | "Winner" (Inst.) | -     | DOKO   | 2:69     |

## Premios y nominaciones
| Año  | Categoría               | Premios                  | Nominado(a)   | Resultado |
| ---- | ----------------------- | ------------------------ | ------------- | --------- |
| 2022 | Mejor actor de reparto  | 58th Baeksang Arts Award | Lee Hyun-wook | Pendiente |
| 2022 | Mejor actriz de reparto | 58th Baeksang Arts Award | Ok Ja-yeon    | Pendiente |

## Producción
La serie también es conocida como Blue Diamond.
La dirección está a cargo de Lee Na-jung (이나정), quien contó con el guionista Baek Mi-kyung.
La lectura del guion fue realizada en marzo de 2021.

### Recepción
El 16 de mayo de 2021, Good Data Corporation compartió su nueva clasificación de los dramas y miembros del elenco que generaron más revuelo durante la semana del 3 al 9 de mayo del mismo año. Las listas se compilaron a partir del análisis de artículos de noticias, publicaciones de blogs, comunidades en línea, videos y publicaciones en redes sociales sobre los dramas que están actualmente al aire o que saldrán al aire próximamente. La serie obtuvo el primer puesto en la lista de dramas, mientras que las actrices Lee Bo-young y Kim Seo-hyung ocuparon los puestos 4 y 6 respectivamente dentro de los diez miembros del elenco más comentados de la semana.
El 18 de mayo de 2021, Good Data Corporation compartió su nueva clasificación de los dramas y miembros del elenco que generaron más revuelo durante la semana del 10 al 16 de mayo del mismo año. Las listas se compilaron a partir del análisis de artículos de noticias, publicaciones de blogs, comunidades en línea, videos y publicaciones en redes sociales sobre los dramas que están actualmente al aire o que saldrán al aire próximamente. La serie obtuvo el puesto número dos en la lista de dramas, mientras que las actrices Lee Bo-young, Kim Seo-hyung y Ok Ja-yeon ocuparon los puestos 4, 9 y 10 respectivamente dentro de los diez miembros del elenco más comentados de la semana.
El 25 de mayo de 2021, Good Data Corporation compartió su nueva clasificación de los dramas y miembros del elenco que generaron más revuelo durante la semana del 17 al 23 de mayo del mismo año. Las listas se compilaron a partir del análisis de artículos de noticias, publicaciones de blogs, comunidades en línea, videos y publicaciones en redes sociales sobre los dramas que están actualmente al aire o que saldrán al aire próximamente. La serie obtuvo el puesto número 3 en la lista de dramas, mientras que las actrices Lee Bo-young, Ok Ja-yeon y Kim Seo-hyung ocuparon los puestos 3, 8 y 9 respectivamente dentro de los diez miembros del elenco más comentados de la semana.
El 1 de junio de 2021, Good Data Corporation compartió su nueva clasificación de los dramas y miembros del elenco que generaron más revuelo durante la semana del 24 al 30 de mayo del mismo año. Las listas se compilaron a partir del análisis de artículos de noticias, publicaciones de blogs, comunidades en línea, videos y publicaciones en redes sociales sobre los dramas que están actualmente al aire o que saldrán al aire próximamente. La serie obtuvo el puesto número 3 en la lista de dramas, mientras que las actrices Lee Bo-young y Kim Seo-hyung ocuparon los puestos 4 y 8 respectivamente dentro de los diez miembros del elenco más comentados de la semana.
El 8 de junio de 2021, Good Data Corporation compartió su nueva clasificación de los dramas y miembros del elenco que generaron más revuelo durante la primera semana de junio del mismo año. Las listas se compilaron a partir del análisis de artículos de noticias, publicaciones de blogs, comunidades en línea, videos y publicaciones en redes sociales sobre los dramas que están actualmente al aire o que saldrán al aire próximamente. La serie obtuvo el puesto número 5 en la lista de dramas, mientras que los actores Lee Bo-young y Lee Hyun-wook ocuparon los puestos 7 y 10 respectivamente dentro de los diez miembros del elenco más comentados de la semana.
El 16 de junio de 2021, Good Data Corporation compartió su nueva clasificación de los dramas y miembros del elenco que generaron más revuelo durante la semana de junio del mismo año. Las listas se compilaron a partir del análisis de artículos de noticias, publicaciones de blogs, comunidades en línea, videos y publicaciones en redes sociales sobre los dramas que están actualmente al aire o que saldrán al aire próximamente. La serie obtuvo el puesto número 5 en la lista de dramas, mientras que los actores Lee Bo-young y Lee Hyun-wook ocuparon los puestos 7 y 10 respectivamente dentro de los diez miembros del elenco más comentados de la semana.
El 23 de junio de 2021, Good Data Corporation compartió su nueva clasificación de los dramas y miembros del elenco que generaron más revuelo durante la tercera semana de junio del mismo año. Las listas se compilaron a partir del análisis de artículos de noticias, publicaciones de blogs, comunidades en línea, videos y publicaciones en redes sociales sobre los dramas que están actualmente al aire o que saldrán al aire próximamente. La serie obtuvo el puesto número 7 en la lista de dramas, mientras que la actriz Lee Bo-young ocupó el puesto número 9 dentro de los diez miembros del elenco más comentados de la semana.
El 3 de julio de 2021, Good Data Corporation compartió su nueva clasificación de los dramas y miembros del elenco que generaron más revuelo durante la semana. Las listas se compilaron a partir del análisis de artículos de noticias, publicaciones de blogs, comunidades en línea, videos y publicaciones en redes sociales sobre los dramas que están actualmente al aire o que saldrán al aire próximamente. La serie obtuvo el puesto número 6 en la lista de dramas más comentados de la semana.

### Distribución internacional
Internacionalmente la serie está disponible en Netflix.